# William Farnum

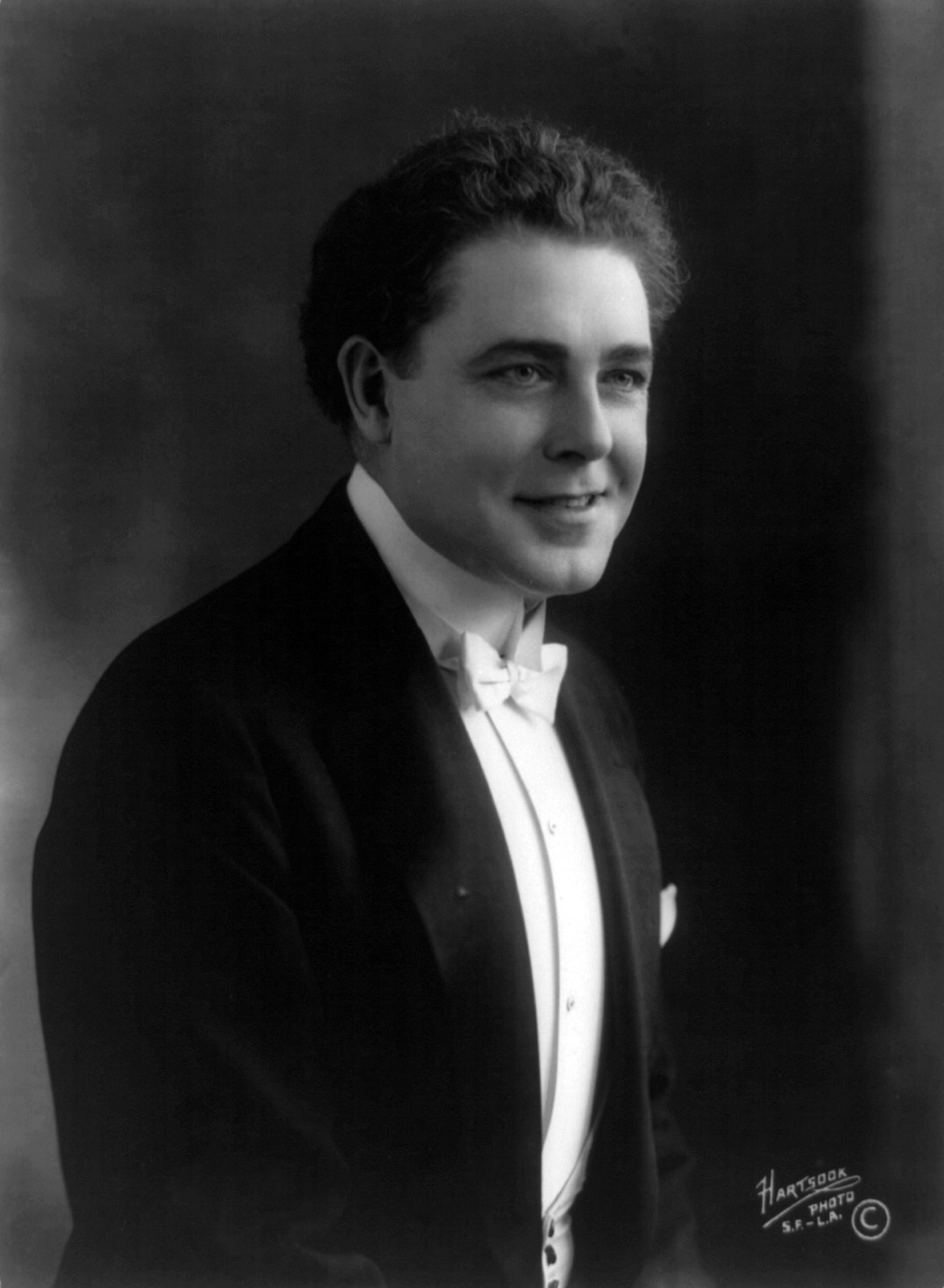
William Farnum (1917)

William Farnum (* 4. Juli 1876 in Boston, Illinois; † 5. Juni 1953 in Hollywood, Kalifornien) war ein US-amerikanischer Schauspieler, der in der Stummfilmzeit den Höhepunkt seiner Popularität erreichte.

## Leben

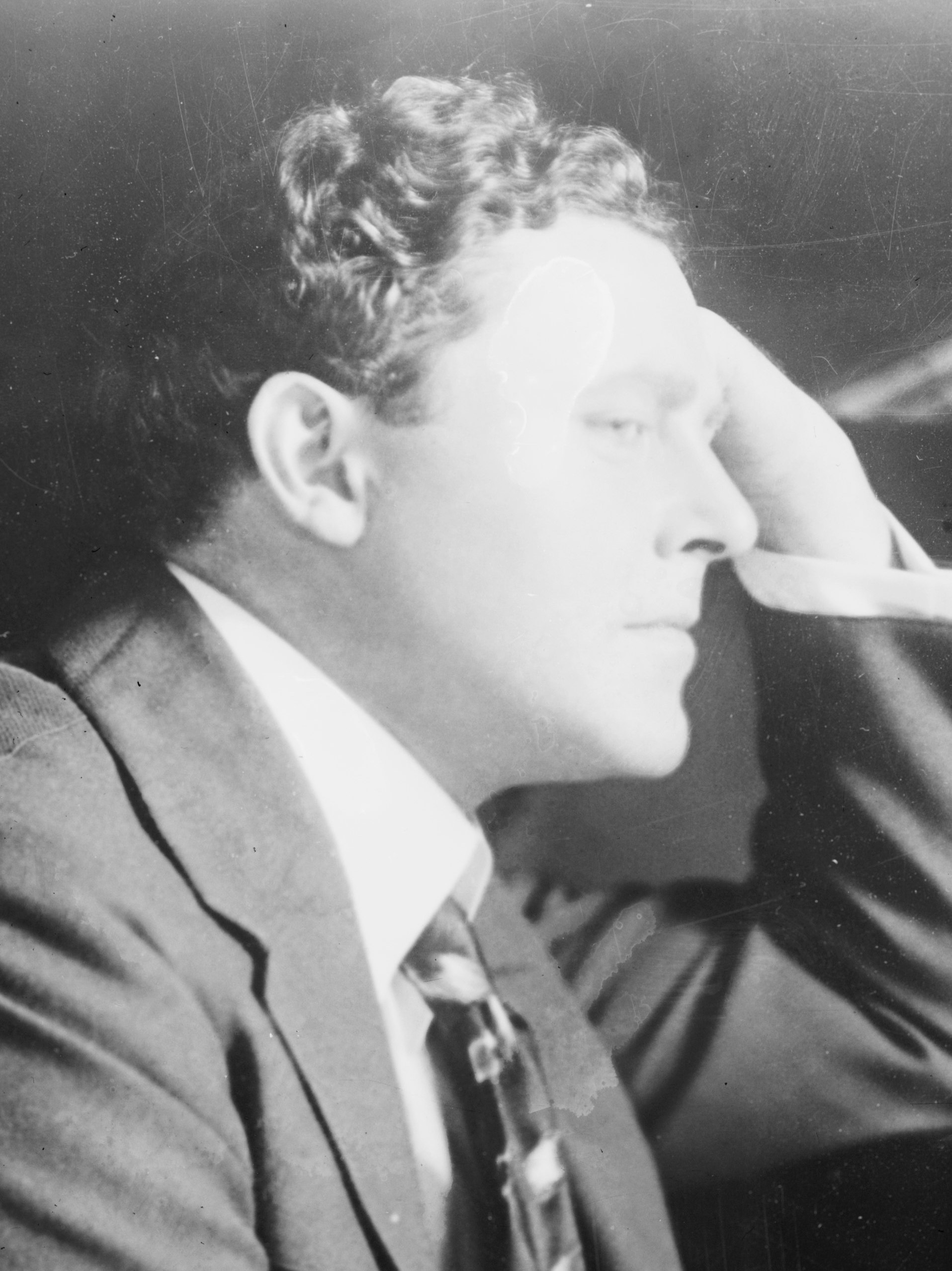
William Farnum

In eine Schauspielerfamilie geboren, machte Farnum sein Debüt als Theaterschauspieler bereits mit zehn Jahren in Julius Cäsar an der Seite von Edwin Booth. In der Schauspieltruppe seines Vaters engagiert, spielte Farnum zunächst in zahlreichen Stücken von William Shakespeare. Nach seiner Titelrolle als Ben Hur konnte Farnum ab 1900 als Schauspieler große Erfolge verzeichnen, zeitweise betrieb er sogar eigene Theater in Buffalo und Cleveland. Am Broadway spielte er zwischen den 1900er- und 1920er-Jahren in zahlreichen Kostumstücken Hauptrollen. 1914 gelang ihm der Sprung ins Filmgeschäft, insbesondere die Hauptrolle im Western The Spoilers machte ihn dort sofort populär. In The Spoilers kam es zu einer zehnminütigen Saloon-Kampfszene zwischen Farnum und Schauspieler Tom Santschi, die in späteren Jahrzehnten vielfach zitiert wurde. Es folgten weitere Filme wie The Battle of Hearts (1916), Les Miserables (1917) und If I Were King (1920), die zu ihrer Zeit allesamt Erfolge waren.
William Farnum gehörte über Jahre zu den bestverdienenden Filmstars und bekam zeitweise rund 10.000 US-Dollar in einer Woche. Die Mehrzahl seiner Filme gilt allerdings heute als verschollen. Schon vor Ende des Stummfilms verlegte sich Farnum notgedrungen wieder weitgehend auf das Spielen am Theater, da er sich beim Dreh des Filmes The Man Who Fights Alone (1924) eine schwere Verletzung zugezogen hatte. In seinen stuntreichen Rollen hatte Farnum häufig Schwertkämpfe ausfechten müssen. Nach dem Ende der Stummfilmzeit zog es Farnum wieder nach Hollywood zurück, wo er allerdings auch altersbedingt nicht an alte Erfolge anknüpfen konnte. In den 1930er- und 1940er-Jahren blieb er vor allem als gefragter Nebendarsteller im Kino präsent, der besonders häufig in Westernfilmen oder als respektable Autoritätsfigur auftrat. Seine letzte Rolle spielte er 1952 als König im Film Jack and the Beanstalk an der Seite des Komikerduos Abbott und Costello.
William Farnum war dreimal verheiratet. In erster Ehe mit Mabel Eaton wurde er Vater der späteren Drehbuchautorin Dorothy Farnum (1900–1970), mit seiner zweiten Frau Olive White hatte er die Tochter Sara Adele und aus dritter Ehe entstammen noch die Kinder Isabelle, Elizabeth und William Farnum Jr. Sein älterer Bruder Dustin Farnum (1874–1929) war ebenfalls ein Filmstar und sein jüngerer Bruder Marshall (1879–1917) war bis zu seinem Tod als Filmregisseur tätig. Als Farnum 1953 im Alter von 76 Jahren an einer Krebserkrankung starb, hielt Pat O’Brien auf seiner Beerdigung die Grabrede. Weitere Gäste waren Cecil B. DeMille, Jesse Lasky, Frank Lloyd, Clarence Brown, Charles Coburn und Leo Carrillo. William Farnums Verdienste um die Filmindustrie wurden mit einem Stern auf dem Hollywood Walk of Fame geehrt.

## Filmografie (Auswahl)
- 1914: The Redemption of David Corson (Kurzfilm)
- 1914: The Spoilers
- 1916: The Battle of Hearts
- 1916: The Man from Bitter Roots
- 1917: When a Man Sees Red
- 1917: Les Misérables
- 1918: Rough and Ready
- 1918: Riders of the Purple Sage
- 1918: True Blue
- 1920: If I Were King
- 1920: Drag Harlan
- 1920: The Scuttlers
- 1922: Moonshine Valley
- 1924: The Man Who Fights Alone
- 1930: Du Barry, Woman of Passion
- 1931: Feindschaft (The Painted Desert)
- 1931: Ein Radiotraum (A Connecticut Yankee), als König Artus
- 1932: Mr. Robinson Crusoe
- 1932: The Drifter
- 1934: Are We Civilized?
- 1934: Das Rätsel von Monte Christo (The Count of Monte Cristo)
- 1934: Cleopatra
- 1935: Kreuzritter – Richard Löwenherz (The Crusades)
- 1936: Undersea Kingdom
- 1936: Zorro – Der blutrote Adler (The Vigilantes Are Coming)
- 1937: Im Kreuzverhör (Maid of Salem)
- 1938: Wenn ich König wär (If I Were King)
- 1940: Im Tal des Schreckens (Kit Carson)
- 1941: Cheers for Miss Bishop
- 1941: Die Frau mit der Narbe (A Woman's Face)
- 1941: Blutrache (The Corsican Brothers)
- 1942: Die Freibeuterin (The Spoilers)
- 1942: Der König von Texas (American Empire)
- 1942: Tennessee Johnson
- 1943: Auch Henker sterben (Hangman Also Die!)
- 1944: The Mummy’s Curse
- 1945: Unter schwarzer Flagge (Captain Kidd)
- 1947: Pauline, laß das Küssen sein (The Perils of Pauline)
- 1947: Michael schafft Ordnung (Heaven Only Knows)
- 1949: Samson und Delilah (Samson and Delilah)
- 1951: Mord in Hollywood (Hollywood Story)
- 1952: Mann gegen Mann (Lone Star)
- 1952: Hans und die Bohnenstange (Jack and the Beanstalk)